# Kåreholm
Kåreholm er en lille ubeboet ø i Nakskov Fjord.